# Wiesława Niemyska
Wiesława Niemyska (* 1. November 1943 in Warschau) ist eine ehemalige polnische Schauspielerin.

## Leben
Wiesława Niemyska wurde in Warschau geboren, wo sie auch aufgewachsen ist.
Nach ihrem Schulabschluss absolvierte sie eine professionelle Schauspielausbildung. Von 1967 bis 2013 wirkte sie als Schauspielerin vor der Kamera in mehr als 50 Film-und-Fernsehproduktionen mit, darunter auch in mehreren DEFA-Filmen. Sie war am Theater eine vielbeschäftigte Darstellerin und stand so unter anderem auch am Studio-Theater in zahlreichen Theaterstücken wie beispielsweise in Anna Karenina sowie auch in verschiedenen Ballett-Aufführungen, Varieté-Shows oder Musicals auf der Bühne. Zudem war sie einige Jahre lang als Regieassistentin bei Spielfilmen tätig.

## Filmografie (Auswahl)
- 1969: Rot und Gold
- 1970: Rote Ebereschen
- 1974/2011: Polizeiruf 110: Im Alter von …